# Fernando Cosentino
Fernando Cosentino (1948) es un político e ingeniero argentino, que ocupó el cargo de Gobernador de Chubut interinamente entre el 31 de octubre de 1990 y el 10 de diciembre de 1991, asumiendo tras la renuncia del anterior Néstor Perl de quien fue Vicegobernador.

## Carrera
Militó en su juventud en la Juventud Peronista de Santa Cruz entre 1973 y 1976.
Como ingeniero trabajó en YPF, y se desempeñó como presidente de la Asociación de Técnicos Industriales Patagónicos de YPF en Caleta Olivia. En 1980 fue Jefe del área de control de contratos de YPF en Comodoro Rivadavia, ciudad donde se radicó, y en 1983 fue elegido presidente de la Asociación Mutual del personal de la petrolera, siendo reelecto en 1987. En 1985 fue congresal provincial del Partido Justicialista de Chubut.
Fue elegido Vicegobernador acompañando a Néstor Perl en 1987 por el Partido Justicialista. En 1989 se desató una crisis económica a nivel nacional que derivó además, en una crisis política en Chubut que obligó a su anteesor Perl a renunciar en octubre de 1990 dejando el cargo a Cosentino. su gestión se enmarcó en el desarrollo de la producción hidrocarburifera centrada en gas y petróleo que permitió incrementar la participación de la provincia en la renta hidrocarburífera nacional, pasando de 10% más de 18%.
En diciembre de 1991 termina su mandato cuando asume Carlos Maestro.
Tras abandonar la gobernación, no ha vuelto a desempeñarse políticamente.